# Bourg-le-Comte
Bourg-le-Comte är en kommun i departementet Saône-et-Loire i regionen Bourgogne-Franche-Comté i östra Frankrike. Kommunen ligger i kantonen Marcigny som tillhör arrondissementet Charolles. År 2022 hade Bourg-le-Comte 171 invånare.

## Befolkningsutveckling
Antalet invånare i kommunen Bourg-le-Comte
| Referens: INSEE |